# İnşaatçı Sabirabad
İnşaatçı Sabirabad (azer. İnşaatçı Futbol Klubu) – azerski klub piłkarski, z siedzibą w Sabirabadzie. 

## Historia
Chronologia nazw:
- 1989–1991: Stroitel Sabirabad (ros. «Строитель» Сабирабад)
- 1992–1995: Inşaatçi Sabirabad

Piłkarska drużyna Stroitel została założona w mieście Sabirabad w 1989. W dwóch ostatnich radzieckich sezonach 1990-1991 klub występował we Wtoroj Niższej Lidze Mistrzostw ZSRR.
W 1992 pod nazwą Inşaatçi Baku debiutował w Wyższej Lidze Azerbejdżanu. W następnym sezonie 1993 klub zajął 8 miejsce i spadł do Birinci Divizionu. Ale zrezygnował z dalszych rozgrywek i został rozwiązany.

## Sukcesy
- Mistrzostwa Azerbejdżanu:

8 miejsce: 1992, 1993
- Puchar Azerbejdżanu:

finalista: 1993